# ČSD-Baureihe S 489.0
Die ČSD-Baureihe S 489.0 (ab 1988: Baureihe 230) ist eine vierachsige elektrische Universal-Lokomotive der einstigen Tschechoslowakischen Staatsbahn (ČSD) für das 25-kV-Wechselstromsystem im Süden und Westen der einstigen Tschechoslowakei.

## Geschichte
Entwickelt wurden die Lokomotiven von Škoda in Plzeň auf der Grundlage des Co’Co’-Prototypes S 699.001. In den Jahren 1966–1967 wurden für die ČSD insgesamt 110 Exemplare gefertigt. Sie besitzen, ebenso wie die beiden Prototypen, einen vollständig aus glasfaserverstärktem Polyester hergestellten Lokomotivkasten, der der Reihe den Spitznamen „Laminatka“ einbrachte, sowie zwei große gebogene Stirnfenster.
Insgesamt 90 Lokomotiven ähnlichen Typs wurden von 1965 bis 1970 an die bulgarische Staatsbahn BDŽ geliefert, welche sie als Reihe E 42 bezeichnet.
Die Lokomotiven kamen 1993 vollständig in den Bestand der České dráhy (ČD). Sie gehören heute der Güterverkehrstochter ČD Cargo.
Ab 2009 wurden einige Lokomotiven modernisiert. Sie erhielten unter anderem neue Steuerungstechnik, Führerhausklimatisierung und die Zugsicherung LS/Mirel V3A. Äußerlich sind diese Lokomotiven an LED-Leuchten zu erkennen.
Die Farbgebung war Zinnoberrot mit einer chromgelben Bauchbinde und silbergrauen Zierstreifen. Ab 1977 erfolgte eine Lackierung in Rot mit einem Fensterband in Creme.

## Technische Merkmale
Die Lokomotiven zählten weltweit zu den ersten für Wechselstrom mit Industriefrequenz von 50 Hertz, bei denen Siliziumdioden statt Quecksilberdampfgleichrichter für die Leistungsübertragung verwendet wurden.
Die Motoren waren über Hohlwellen-Gelenkkupplungen mit den Achsen verbunden. Die Übertragung der Zugkraft von den Drehgestellen auf den Rahmen erfolgte über Tiefzugstangen. Die Lokomotiven verfügten über eine Vielfachsteuerung.

## Einsatz

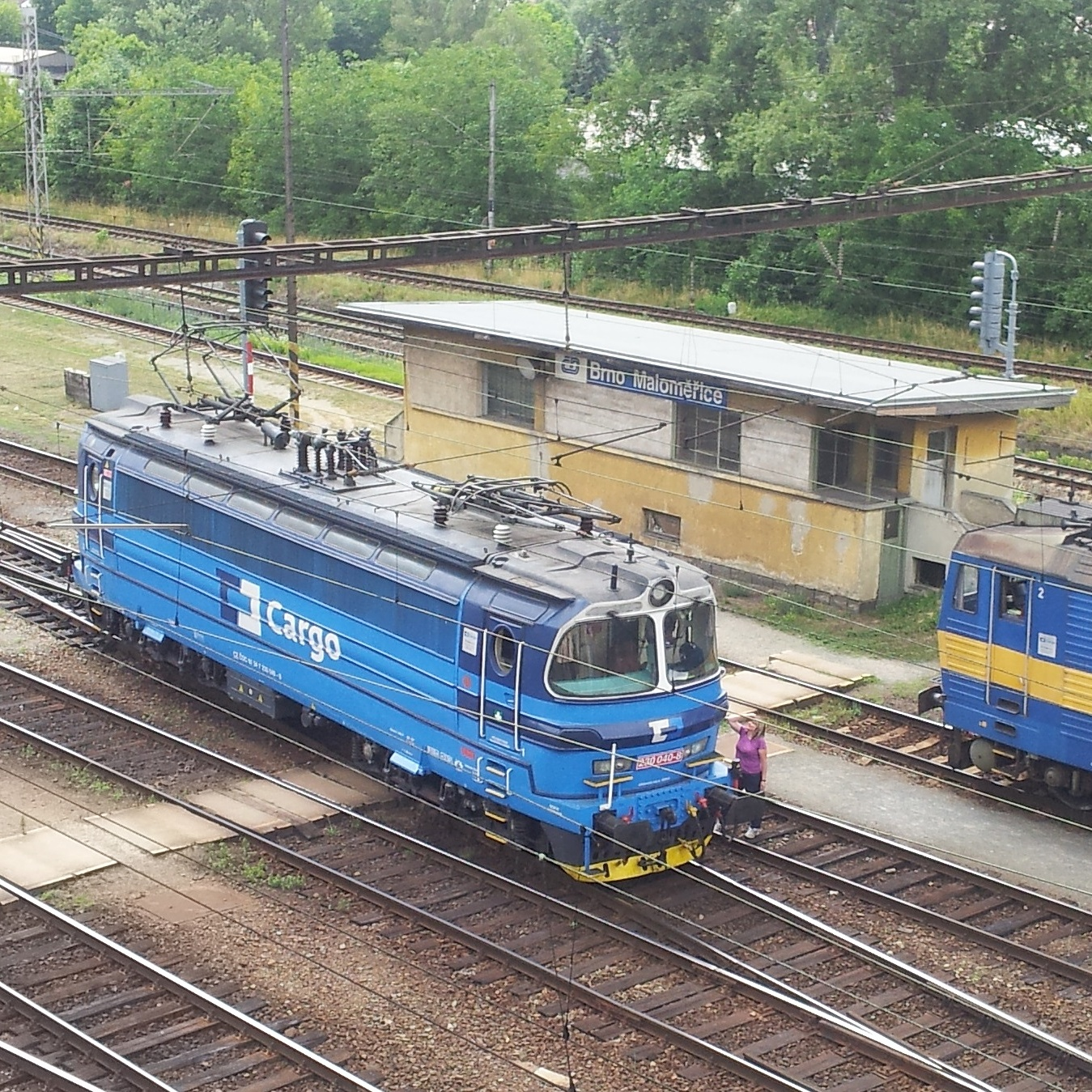
230.040 im aktuellen Farbschema in Brno-Maloměřice (2015)

Die Lokomotiven kommen – oft in Mehrfachtraktion – vor Güterzügen auf dem mit 25-kV-Wechselstrom elektrifizierten Streckennetz im Süden und Westen Tschechiens zum Einsatz. Grenzüberschreitende Zugläufe in die mit 25 kV Wechselstrom elektrifizierten (Teil-)Netze der slowakischen und ungarischen Bahn sind üblich. Die Lokomotiven erhalten bei Hauptuntersuchungen regelmäßig eine Neulackierung im aktuellen blauen Farbschema der ČD Cargo. Im Reisezugdienst sind die Lokomotiven nicht mehr planmäßig anzutreffen.